# Left Luggage
Left Luggage  è un film del 1998 diretto da Jeroen Krabbé.
Il soggetto è tratto dal romanzo Twee koffers vol (Due valigie piene) dell'autore olandese Carl Friedman.

## Trama
Ad Anversa, negli anni '40 durante la persecuzione nazista, il signor Silberschmidt seppellisce due valigie in un giardino mentre tenta di sfuggire all'arresto in quanto ebreo.
Sempre ad Anversa, trent'anni dopo, vive Chaja Silberschmidt, una giovane ragazza di vent'anni, ebrea emancipata ("liberata" sia dall'ideologia borghese sia dall'ebraismo verso cui è insofferente), studentessa di filosofia con una relazione complessa con i genitori, entrambi sopravvissuti ai campi di concentramento nazisti. In apparenza sereni, entrambi cercano di soffocare i terribili ricordi dell'olocausto, la madre infatti fa in continuazione dolci e il padre ha la mania ossessiva di ritrovare le due valigie in cui aveva riposto tutte le sue cose più care, seppellite non ricorda dove.
Chaja vive da sola e fa piccoli lavoretti per mantenersi. Accetta di lavorare per una rigida famiglia di ebrei ortodossi facendo la bambinaia per i loro cinque figli tra cui Simcha, un bambino che a quasi cinque anni ancora non dice una parola. La vita di Chaja e i suoi valori di libertà vengono sconvolti nel confronto con la stretta osservanza chassidica della famiglia Kalman.
Le passeggiate al parco e la fiducia che gli ispira Chaja, permettono al bambino di pronunciare le sue prime parole, il verso delle anatre, e poi molte altre. La madre di Simcha accoglie con gioia la novità, ma il padre non è soddisfatto perché un bambino della sua età dovrebbe saper dire le sue preghiere.
La festa di Pesach si avvicina e Chaja aiuta Simcha ad imparare le quattro domande che i bambini rivolgono agli adulti durante la cena rituale alla quale è invitata anche lei. In tale occasione, però, il padre rimprovera il bambino perché fa un errore alla prima domanda e lo ammutolisce, cosicché Chaja litiga con lui per la sua durezza.
Chaja ha numerosi battibecchi anche con il portiere dello stabile dove vivono i Kalman, un nostalgico antisemita che arriva a tentare di chiudere la porta dell'ascensore sulle dita di Simcha. La ragazza allora salta addosso al portiere strappandogli la divisa. Poco dopo il portiere suona alla porta dei Kalman per reclamare il rimborso del danno alla divisa. Chaja lo affronta e glielo nega, cacciandolo via sotto l'occhio solidale della signora Kalman e con il plauso dei bambini. Quando poi la ragazza vuole uscire per tornare a casa, si trova intrappolata dal portiere che ha sbarrato le scale con del mobilio. Allora lei, tornata nell'appartamento dei Kalman al terzo piano, da una finestra si cala in cortile lungo un tubo di scarico, beffando così il portiere. Il giorno seguente, però, data la situazione, la signora Kalman chiede a Chaja di sospendere il lavoro per una settimana in attesa che il portiere si calmi.
Dopo qualche giorno Chaja viene informata che il bambino è morto: allontanatosi da casa di nascosto, è annegato nel laghetto in riva al quale andava con la ragazza per vedere le anatre.
Chaja si reca alla veglia funebre in casa Kalman, ma le viene detto che non è la benvenuta perché ritenuta in qualche modo responsabile della morte del bambino. La madre, però, lancia un grido di dolore e corre ad abbracciare la ragazza lodandola per il suo coraggio e, con un gesto simbolico, le lacera la veste che indossa riconoscendole un cuore lacerato dal dolore. Quando esce, il portiere le dice di essere dispiaciuto per il bambino, ma intanto intasca i soldi che Chaja gli dà come rimborso per il danno alla divisa.
Sconvolta la ragazza va comunque al funerale rimanendo in disparte, ma il padre di Simcha la scorge e le rivolge un cenno di comprensione mentre piange per il figlio.
Infine Chaja con una nuova maturità sembra accettare le sue origini ebree e, seguendo una mappa, in una città cresciuta tra ponti e autostrade, insieme al padre scava in un prato alla ricerca delle valigie perdute.